# Greenland (New Hampshire)
Pour les articles homonymes, voir Greenland.
Greenland est une municipalité américaine située dans le comté de Rockingham au New Hampshire. Selon le recensement de 2010, sa population est de 3 549 habitants.

## Géographie
La municipalité s'étend sur 13,29 milles carrés (34,42 km2), dont 2,87 milles carrés (7,43 km2) d'étendues d'eau.

## Histoire
La localité est fondée en 1638. Elle est alors une paroisse de Portsmouth. Elle devient une municipalité en 1721.